# Les Innocents (film, 1961)
Cet article concerne le film de Jack Clayton. Pour le film d'André Téchiné, voir Les Innocents.
Pour les articles homonymes, voir Les Innocents.
Pour plus de détails, voir Fiche technique et Distribution.
Les Innocents (The Innocents) est un film britannique réalisé et produit par Jack Clayton, sorti en 1961, adapté de la nouvelle d'Henry James Le Tour d'écrou.

## Synopsis
L'histoire se déroule dans l'Angleterre de la fin du XIXe siècle. Miss Giddens, une gouvernante, se voit chargée par un riche célibataire de l'éducation de son neveu Miles et sa nièce Flora, jeunes orphelins qui vivent seuls dans un manoir avec leur nourrice Miss Grose. Miss Giddens perçoit d'étranges comportements de la part de ses protégés. Elle apprend que la précédente préceptrice, Miss Jessel, a eu une relation avec le valet Quint, et que tous deux sont morts dans d'étranges circonstances. Peu après, elle voit apparaître leurs fantômes dans le manoir et le jardin, avant de finir par croire que ces esprits tentent de posséder les deux enfants.

## Fiche technique
Sauf indication contraire, les informations mentionnées dans cette section peuvent être confirmées par la base de données cinématographiques IMDb,  présente dans la section « Liens externes ».
- Titre original : The Innocents
- Titre français : Les Innocents
- Réalisation : Jack Clayton
- Scénario : William Archibald, Truman Capote et John Mortimer, d'après la nouvelle Le Tour d'écrou de Henry James
- Musique : Georges Auric
- Photographie : Freddie Francis
  - Cadre : Ronnie Taylor (crédité Ronald Taylor)
- Montage : Jim Clark (crédité James Clark)
- Direction artistique : Wilfred Shingleton	(crédité Wilfrid Shingleton)
- Costumes : Sophie Devine (créditée Motley)
- Production : Jack Clayton
- Société de production : Achilles
- Pays de production : Royaume-Uni
- Format : noir et blanc - 2,35:1 (CinemaScope) - 35 mm - mono (Westrex Recording System)
- Genre : fantastique, horreur, thriller
- Durée : 99 minutes
- Dates de sortie :
  - Royaume-Uni : 24 novembre 1961
  - France : 16 mai 1962

## Distribution
Sauf indication contraire, les informations mentionnées dans cette section peuvent être confirmées par la base de données cinématographiques IMDb,  présente dans la section « Liens externes ».
- Deborah Kerr (VF : Lita Recio) : Miss Giddens
- Michael Redgrave (VF : William Sabatier) : l'oncle
- Peter Wyngarde : Peter Quint
- Megs Jenkins (VF : Hélène Tossy) : Mrs Grose
- Pamela Franklin (VF : Frédérique Hébrard) : Flora
- Martin Stephens (VF : Dominique Morin) : Miles
- Clytie Jessop : Miss Mary[1] Jessel
- Isla Cameron : Anna

## Analyse
Le genre du film bascule du fantastique au film psychologique. Le caractère atmosphérique est en grande partie dû à la photographie noir et blanc de Freddie Francis qui employa une focale à diaphragme fermée pour augmenter la profondeur de champ dans plusieurs scènes. Le film et le mystère se développent par ailleurs dans une mise en scène très fluide et un soin évident apporté au cadrage et à la composition des images.

## Réception critique
Les Innocents fut nommé pour deux BAFTA Awards, pour le meilleur film britannique, et la meilleure adaptation. Clayton fut récompensé par le National Board of Review Award pour la direction, William Archibald et Truman Capote reçurent un  prix Edgar-Allan-Poe pour le meilleur scénario.

## Distinctions

### Récompense
- Prix Edgar-Allan-Poe du meilleur scénario[Quand ?]

### Sélection
- Festival de Cannes 1962 : en compétition officielle

## Autour du film
Le film marqua les débuts de l'actrice Pamela Franklin, qui allait faire carrière surtout à la télévision.
Le cinéaste hispano-chilien Alejandro Amenábar a été fortement influencé par ce film pour la réalisation de Les Autres, sorti en 2001.
La chanteuse britannique Kate Bush a écrit une chanson, The Infant Kiss, qu'elle déclara directement inspirée du film. Cette chanson est disponible sur son troisième album studio, Never For Ever.
La chanson O Willow Waly entendue dans le film a été reprise par The Newton Brothers en 2020 pour la série The Hauting of Bly Manor, elle-même nouvelle adaptation libre du roman court Le Tour d'écrou d'Henry James.

### Vidéographie
- zone 2 : Les Innocents, Opening, [2006],  (EAN 3-530941-025567) — L'édition contient en suppléments : Les Coulisses d'un film de genre (24 min), De la cave au grenier  (7 min), L'innocence d'Henry James (7 min 30 s)